# Milířský potok
Milířský potok je pravostranným přítokem Lobezského potoka ve Slavkovském lese v okrese Sokolov v Karlovarském kraji. Délka toku měří 2,6 km.

## Průběh toku
Potok pramení na severních svazích Slavkovské lesa pod jihojihozápadním vrcholem Krudumu, jižně od rozhledny Krudum. Jeho pramen se nachází v nadmořské výšce okolo 800 metrů. Od pramene teče jihozápadním směrem, na východním svahu Lobezského vrchu (805 m) otáčí svůj směr k západu. Hlubokým kamenitým údolím přitéká k silnici, která vede ze Sokolova do centrální oblasti Slavkovského lesa. V blízkosti rekreačních chat se pod silnicí vlévá do Lobezského potoka na jeho 7,3 říčním kilometru. .